# Адвентисты седьмого дня в Эстонии
Эстонские адвентисты седьмого дня (эст. Seitsmenda Päeva Adventistid Eestis) или Эстонская конференция Церкви адвентистов седьмого дня — региональное подразделение Балтийского униона Транс-Европейского дивизиона Церкви адвентистов седьмого дня.

## История
Три женщины в Ревеле (ныне Таллин) были крещены в 1897 году Х. Дж. Лоубсаком и Герхардом Перком, прибывшими туда после получения письма от женщины из Санкт-Петербурга. Та решила, что её родственники-баптисты в Эстляндии заинтересуются новым вероучением, и её ожидания подтвердились. 9 сентября 1897 года Перк организовал первую адвентистскую церковь в Эстонии (Seventh-day Adventist Encyclopedia, 1976, p. 1532). В то время как «Отцов Веры» верующие адвентисты помнят по именам благодаря их пламенной проповеди, женщины стали первыми, кто принял учение адвентистов, часто вопреки сильному противодействию со стороны семей и друзей.
В 1908 году был создан Российский унион адвентистов, включавший Балтийскую конференцию, в которую и вошли эстонские приходы. Молодые церкви в Эстонии страдали поначалу от сильного давления извне[какого?]. Когда оно исчезло, вспыхнули внутренние противоречия, которые вели к расколу церкви из-за противоречий среди её лидеров. В 1920 году президент Генеральной конференции адвентистов Л. Х. Кристиан, выступив посредником, сумел восстановить единство организации, хотя вопросы о причинах конфликтов в руководстве в ранние дни существования церкви и необходимости их разрешения ради сохранения единства в будущем сохранялся.
В 1924 году был организован Балтийский унион, включивший в себя наряду с Латвийской конференцией и Литовской полевой миссией Эстонскую конференцию. Позднее Балтийский унион стал частью Транс-Европейского дивизиона Генеральной конференции. К 1935 году условия деятельности Эстонской конференции изменились: все публичные лекции следовало регистрировать заранее, а их материалы подлежали цензуре. Балтийский унион был ликвидирован в 1936 году. Тем не менее, деятельность адвентистской церкви в Эстонии продолжалась.
В советский период (1940—1990 годы) адвентистская церковь Эстонии была включена в Евро-Азиатский дивизион, с центром в Москве.
В 1989 году возобновилось движение к воссоединению адвентистов в Балтийских государствах, Балтийский унион был вновь учрежден и в 1994 году вернулся в состав Транс-Европейского дивизиона.